# Deutsche Trendcharts
Die Deutschen Trendcharts sind eine Reihe von Chartauswertungen des Marktforschungsunternehmens GfK Entertainment, die täglich beziehungsweise wöchentlich veröffentlicht werden. Sie beinhalten die erfolgreichsten Neuveröffentlichungen in den deutschen Album-, Compilation- sowie Singlecharts und gelten als Trendcharts in Deutschland.

## Allgemeine Informationen und Qualifikationskriterien
Die Deutschen Trendcharts werden im Auftrag des Bundesverbands Musikindustrie vom deutschen Marktforschungsunternehmen GfK Entertainment ermittelt und teilweise durch MTV publiziert. Sie bilden einen Auszug aus den regulären Top-100-Charts, in denen Verkäufe von Bild- beziehungsweise Tonträgern, Downloads und Musikstreamings unabhängig von jeglichen Repertoire-Segmenten erfasst werden. Die Einführung der Deutschen Trendcharts erfolgte 2008, damals noch unter der Bezeichnung „Newcomercharts“. Sie werden analog der Regeln zu den Album Top 100, Compilation Top 30 und Single Top 100 ermittelt. In den Trendcharts können sich lediglich Titel platzieren, die zuvor nie den Sprung in die offiziellen Hitparaden geschafft haben. Konnte sich ein Tonträger in der Vergangenheit in den Album Top 100, Compilation Top 30 oder den Single Top 100 platzieren, ist eine weitere Platzierung in den Trendcharts ausgeschlossen. Es werden einerseits die Daily-Trend-Charts für Alben, Compilations und Singles sowie die Single-Trend-Charts als wöchentliche Chartauswertung erhoben.

## Daily-Trend-Charts
Die Daily-Trend-Charts werden täglich separat für Alben, Compilations und Singles erhoben, wobei die Auswertungen der Alben und Singles als Top-150-Charts und die der Compilations als Top-50-Charts ermittelt werden. Die Ermittlung erfolgt jeweils auf Basis des Vortags, außer Sonntags. Aufgrund verzögerter Datenlieferungen einzelner Händler kann es vorkommen, dass die Datenbasis leicht von der der Top-100-Charts beziehungsweise der Top-30-Charts abweicht. Weil Streamingpartner ihre Daten derzeit noch etwas zu spät für eine ordnungsgemäße Verarbeitung liefern, sind diese bis auf Weiteres mit einem Tag Verzögerung in den Daily-Trend-Charts enthalten.

## Single-Trend-Charts
Die Single-Trend-Charts werden wöchentlich analog der Regeln zu den Single Top 100 ermittelt und beinhalten die ersten 20 Titel, die es nicht in die Single Top 100 schafften.